# Europejski Inspektor Ochrony Danych
Europejski Inspektor Ochrony Danych (EIOD) – niezależny organ nadzoru Unii Europejskiej, którego głównym zadaniem jest zagwarantowanie, że instytucje i organy europejskie respektują prawo do prywatności i ochrony danych, gdy przetwarzają dane osobowe i opracowują nową politykę.
Obecnie funkcję tę sprawuje Wojciech Wiewiórowski - jego kadencja trwa od 6 grudnia 2019 r. do 5 grudnia 2024 r.
Rozporządzenie (UE) 2018/1725 określa obowiązki i uprawnienia Europejskiego Inspektora Ochrony Danych (rozdział VI) oraz niezależność instytucjonalną EIOD jako organu nadzorczego. Określa również zasady ochrony danych w instytucjach UE.
W praktyce działalność EIOD można podzielić na trzy główne role: nadzór, konsultacja i współpraca.

## Nadzór
W przypadku roli „nadzorczej”, głównym zadaniem EIOD jest monitorowanie przetwarzania danych osobowych w instytucjach i organach europejskich. EIOD realizuje to zadanie we współpracy z inspektorami ochrony danych obecnymi we wszystkich tych instytucjach i organach. Inspektorzy ochrony danych muszą zgłaszać EIOD każdą operację przetwarzania danych osobowych szczególnie chronionych lub mogącą stanowić inne określone zagrożenie. Następnie EIOD analizuje to przetwarzanie w odniesieniu do rozporządzenia o ochronie danych i wydaje opinię z „kontroli wstępnej”. W większości przypadków działanie to prowadzi do ustalenia zaleceń, które instytucja lub organ musi wdrożyć, aby zapewnić zgodność z zasadami ochrony danych.
Na przykład w 2009 r. EIOD przyjął ponad 100 opinii z kontroli wstępnej, dotyczących głównie takich kwestii, jak: dane medyczne, ocena pracowników, rekrutacja, zarządzanie czasem, urządzenia rejestrujące połączenia telefoniczne i sprawdzanie bezpieczeństwa. Opinie te publikowane są na stronie internetowej EIOD, a ich wdrażanie jest systematycznie sprawdzane.
Wykonywanie rozporządzenia o ochronie danych w administracji UE jest ściśle monitorowane również poprzez regularne przeglądy wskaźników wykonania obejmujące wszystkie instytucje i organy UE. Oprócz tej ogólnej czynności monitorowania EIOD przeprowadza kontrole na miejscu, aby zbadać zgodność w praktyce.
Nadzorcza rola EIOD obejmuje także rozpatrywanie skarg składanych przez personel UE lub wszystkie inne osoby, które uważają, że ich dane osobowe zostały niewłaściwie przetworzone przez organ lub instytucję europejską. Przykłady skarg obejmują domniemane naruszenie poufności, dostępu do danych, prawa do poprawienia danych, usunięcia danych oraz nadmierne gromadzenie lub bezprawne wykorzystanie danych przez administratora.
EIOD rozwinął również inne formy nadzoru, takie jak doradztwo w zakresie środków administracyjnych i opracowywanie projektów wytycznych tematycznych.

## Konsultacja
W ramach „konsultacyjnej” roli EIOD udziela Komisji Europejskiej, Parlamentowi Europejskiemu i Radzie Unii Europejskiej porad w kwestiach związanych z ochroną danych w wielu obszarach polityki. Ta rola konsultacyjna wiąże się z projektami nowego ustawodawstwa, a także innymi inicjatywami, które mogą dotyczyć ochrony danych osobowych w UE. Zazwyczaj wynikiem konsultacji jest opinia formalna, ale EIOD może także przedstawić wytyczne w formie uwag lub dokumentów programowych. Rozwój technologiczny mający wpływ na ochronę danych również jest monitorowany w ramach tej działalności.
Niektóre nowe, znaczące kwestie, którym EIOD poświęcił szczególną uwagę, to porozumienie „Program śledzenia środków finansowych należących do terrorystów – SWIFT” dotyczące dostępu do informacji finansowych, rewizja dyrektywy o prywatności i łączności elektronicznej, prace związane z programem sztokholmskim w dziedzinie sprawiedliwości i spraw wewnętrznych, rewizja rozporządzeń Eurodac i dublińskiego w sprawie polityki azylowej oraz publiczny dostęp do dokumentów.
EIOD również uważnie śledzi trwający przegląd ram prawnych dotyczących ochrony danych, którego celem jest unowocześnienie dyrektywy o ochronie danych (95/46/WE) w odpowiedzi na nowe wyzwania technologiczne i związane z globalizacją. Realizacja tego krytycznego celu będzie dominującym elementem programu EIOD w nadchodzących latach.
W ramach swojej roli konsultacyjnej EIOD interweniuje również w Trybunale Sprawiedliwości Unii Europejskiej w sprawach, które są związane z jego zadaniami. Na przykład w czerwcu 2009 r. interweniował w sprawie dotyczącej związku pomiędzy przejrzystością a ochroną danych (tzw. sprawa „Bavarian Lager”).

## Współpraca
EIOD współpracuje z innych organami ochrony danych w celu promowania spójnego podejścia do ochrony danych na obszarze całej Europy.
Główną platformą współpracy pomiędzy organami ochrony danych jest Europejska Rada Ochrony Danych.
Jedno z najważniejszych zadań EIOD w zakresie współpracy obejmuje system Eurodac, w którym obowiązki nadzorcze EIOD dzielone są z krajowymi organami ochrony danych.
EIOD współpracuje z organami ochrony danych w obrębie byłego „trzeciego filaru” obszaru współpracy policyjnej i sądowej oraz z grupą roboczą ds. policji i wymiaru sprawiedliwości.
Współpraca odbywa się także poprzez udział w dwóch głównych dorocznych konferencjach poświęconych ochronie danych: konferencji europejskiej, na której zbierają się organy ochrony danych z państw członkowskich UE i Rady Europy, oraz konferencji międzynarodowej, w której uczestniczy wielu ekspertów w dziedzinie ochrony danych, zarówno z sektora publicznego, jak i prywatnego.

## Kadencje
| Okres sprawowania urzędu | Inspektor             | Zastępca Inspektora   |
| ------------------------ | --------------------- | --------------------- |
| 2004–2009                | Peter Hustinx         | Joaquín Bayo Delgado  |
| 2009–2014                | Peter Hustinx         | Giovanni Buttarelli   |
| 2014–2019                | Giovanni Buttarelli   | Wojciech Wiewiórowski |
| 2019-2024                | Wojciech Wiewiórowski | -                     |